# Гонщик (фильм, 1928)
«Гонщик» (англ. Speedy) — фильм 1928 года, немая комедия с участием Гарольда Ллойда в главной роли. Постановщик Тэд Вильде был номинирован на единственную в истории премию «Оскар» за лучшую режиссуру в жанре кинокомедии (существовала только в рамках первой церемонии 1929 года).

## Сюжет
Нью-Йорк, середина 1920-х годов. Немолодой уже мистер Диллон (Вудруфф) владеет небольшой рельсовой веткой, трамвайным вагоном на конной тяге и с давних пор обслуживает несколько прилегающих улиц. Его внучка Джейн (Кристи) влюблена в своего жениха Гарольда Свифта по прозвищу Спиди (Ллойд). Молодой человек с неугомонным характером постоянно попадает в комические, иногда опасные переделки и не имеет из-за этого постоянной работы и заработка.
Крупная компания решила скупить имущество мелких частных перевозчиков для того, чтобы объединить городскую сеть трамвайных путей. Мистер Диллон назначает достойную цену, которая кажется покупателю чрезмерной. Нечистоплотный вице-президент компании Вилтон (Дуглас) знает, что он сможет конфисковать ветку Диллона бесплатно, если принадлежащий тому трамвай не выйдет в рейс в течение 24 часов. Промышленник нанимает уличных громил, которые должны завязать в трамвае драку и в суете убить старика-вагоновожатого. Этот план становится известным Спиди, он на день подменяет мистера Диллона и, обратившись за помощью к местным старикам — ветеранам Первой мировой войны, даёт вместе с ними достойный отпор бандитам. На следующий день злополучный вагон просто похищают и прячут на другой стороне города. Спиди выслеживает воров и совершает головокружительную гонку на трамвае через весь Нью-Йорк, чтобы в положенный срок вывести вагон на линию. Он укладывается в нужное время, и мистеру Вилтону приходится оплатить уже десятикратную цену к назначенной Диллонами ранее.

## В ролях
- Гарольд Ллойд — Гарольд Свифт по прозвищу Гонщик
- Энн Кристи — Джейн Диллон, его невеста
- Берт Вудруфф — мистер Диллон, её дед
- Брайн Дуглас — вице-президент Вилтон
- Бейб Рут — камео
- Жозефина Кроуэлл — дама в автомобиле (в титрах не указана)

## Критика
Одна из первых рецензий на фильм от профильного журнала «Photoplay» давала ему высокую оценку: 

Ллойд потратил год для того, чтобы сделать эту картину, и время это было потрачено с пользой. Ллойд работает медленно и аккуратно, но он вас не разочарует. <…> Умные искромётные шутки, безумные трюки, неослабевающее действие будут стоить потраченных вами денег.
В научно-популярном издании «A Short History of Film» (2008 год) утверждается, что именно «Гонщик» навсегда закрепил за Ллойдом титул «короля комедии острых ощущений» (англ. king of comedy thrill).
В августе 2012 года картина была показана на ежегодном международном кинофестивале в Род-Айленде в рамках программы «Золотой век кино». В обзорной статье о фильме на сайте кинофорума отмечается, что натурные съёмки в Нью-Йорке тех лет уже сами по себе позволяют с большим интересом познакомится с многочисленными местами этого города, ставшими историческими и даже легендарными: старый стадион бейсбольного клуба Нью-Йорк Янкис, луна-парк на Кони-Айленде, Коламбус-сёркл, Уолл-стрит и так далее.